# Vasilij Solomin
Vasilij Anatol'evič Solomin (in russo Василий Анатольевич Соломин?; Perm', 6 gennaio 1953 – 28 dicembre 1997) è stato un pugile sovietico, dal 1991 russo.

## Biografia
Solomin iniziò la sua attività di pugile a 16 anni, nel 1969. Nel 1972 vinse il campionato europeo junior nei pesi gallo e fu selezionato per rappresentare l'Unione Sovietica alle Olimpiadi del 1972, dove ottenne un quinto posto. Nel 1974 vinse il suo primo campionato sovietico: successo che replicò nel 1976, nel 1977 e nel 1978. È stato il primo atleta sovietico a vincere il titolo mondiale ai campionati mondiali di pugilato dilettanti nell'edizione inaugurale del 1974, tenutasi a L'Avana. Alle Olimpiadi del 1976 di Montréal, rimediando un'unica sconfitta nella semifinale dal pugile rumeno Simion Cuţov, ottenne la medaglia di bronzo nei pesi leggeri.
Una volta ritiratosi, intraprese la carriera di arbitro. Nel 1997, a poco più di una settimana dal suo 45º compleanno, morì per un edema polmonare.

## Palmarès

### Olimpiadi
- 1 medaglia:
  - 1 bronzo (Montréal 1976 nei pesi leggeri)

### Mondiali dilettanti
- 1 medaglia:
  - 1 oro (L'Avana 1974 nei pesi leggeri)